# Namiki Sōsuke

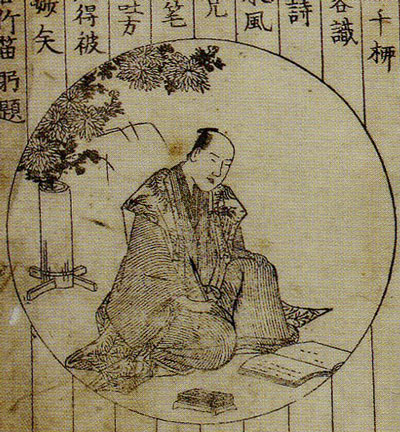
Namiki Sōsuke

Namiki Sōsuke (jap. 並木 宗輔, Namiki Senryū; * 1695 in Ōsaka; † 25. Oktober 1751) war ein japanischer Bunraku- und Kabukiautor.

## Leben und Wirken
Namiki Sōsuke wurde als Matsuya Sōsuke geboren. Er war buddhistischer Priester in Mihara, bevor er sich entschloss, als Autor zu arbeiten. Ab 1726 war er abwechselnd mit Nishizawa Ippū der Tatesakusha am Toyotake-Bunrakutheater in Ōsaka. Zusammen mit Yasuda Kabun schrieb er bis 1732 vierzehn Dramen, die teilweise für die Geschichte des japanischen Puppentheaters bedeutsam waren. 1733–35 entstanden einige Stück in Zusammenarbeit mit seinem Schüler Namiki Saisuke. Die folgenden Jahre schrieb er alleine einige Dramen und war mit der Überarbeitung der Stücke anderer Autoren beschäftigt. 1741 unterbrach er seine schriftstellerische Arbeit. Im Folgejahr begann er dann eine Tätigkeit als Tatesakusha an verschiedenen Kabuki-Theatern in Ōsaka. 1745 nahm er den Namen Namiki Senryū an und wechselte zurück zum Bunraku-Theater. In den folgenden fünf Jahren schrieb er als alleiniger Autor für das Takemoto-Theater weitere Dramen. Seine größten Erfolge hatte er jedoch als Ko-Autor gemeinsam mit Takeda Izumo II. und Miyoshi Shōraku. Zusammen verfassten sie die sogenannten „Drei Großen Schauspiele“ Sugawara Denju Tenarai Kagami (1746), Yoshitsune Senbon Zakura (1747) und Kanadehon Chūshingura (1748). Drei historische Dramen, die bis in die Gegenwart auf den Spielplänen der Kabuki- und Bunrakutheater stehen. Weitere Gemeinschaftswerke der drei Autoren waren Natsu Matsuri Naniwa Kagami (1745), Futatsu Chōchō Kuruwa Nikki (1749) und Genpei Nunobiki Taki (1749).
Im Jahr 1750 änderte Senryū seinen Namen wieder in Namiki Sōsuke und kehrte an das Toyotake-Theater zurück, für das er im Folgejahr sein Hauptwerk, das Drama Ichinotani Futaba Gunki („Chronik der Schlacht von Ichinotani“) verfasste. Er starb vor der Vollendung des Dramas; die Forschung geht jedoch davon aus, dass er der Verfasser des größten Teiles dieses Stückes war. Bereits kurz nach seinem Tod wurde er von einigen Zeitgenossen als der größte Dramatiker seit Chikamatsu Monzaemon geehrt.